# Preußisch Oldendorf
Preußisch Oldendorf è una città di 12 375 abitanti della Renania Settentrionale-Vestfalia, in Germania.
Appartiene al distretto governativo di Detmold ed è parte del circondario di Minden-Lübbecke (targa MI).

## Amministrazione

### Gemellaggi
Preußisch Oldendorf è gemellata con:
- Sankt Oswald-Möderbrugg, dal 1974